# Мегалодонт середній
Мегалодонт середній (Megalodontes medius) — вид комах з родини Megalodontidae.

## Морфологічні ознаки
Тіло сплющене, чорне зі світлим малюнком. З боків 1-3 члеників черевця білуваті плями. Голова велика. Вусики короткогребінчасті. Крила по передньому краю і в основній половині жовтуваті. Довжина тіла — 10-12 мм.

## Поширення
Охоплює південно-східну Європу, північний Кавказ, Закавказзя, Малу Азію.
В Україні знайдено у Луганській області та у Криму.

## Загрози та охорона
Загрози: повне розорювання цілинного степу, викошування степової рослинності.
Заходи з охорони не розроблені. Треба докладніше вивчити особливості біології виду, виявити і взяти під охорону місця його перебування.